# Стоян Раканов
Стоян Тодоров Раканов е български художник живописец. Tвори в областта на композицията, пейзажа и портрета с исторически, социални, митологични и съвременни сюжети, търсeйки истината в изкуството, извън модните увлечения и привлекателността на мимолетното чувство за съ/временност. Чрез историческата тематика в платната си художникът осмисля и философски обобщава събития от древността, като същевременно съпоставя и отразява ежедневно случващата се история около нас.

## Биография
През 1959 г. завършва с отличие Висшия институт за изобразително изкуство „Николай Павлович“ в София, специалност „живопис“ в класа на проф. Дечко Узунов.
От 1960 г. като член на Съюза на българските художници участва активно в националните художествени изложби, организирани в София и страната, в национални и международни биеналета - Габрово (1999, 2001, 2003, 2007), Плевен (2003), Стара Загора (2004) и Триеналето на южнобългарските художници от 1961 г. до 2007 г., както и в редица пленери, симпозиуми и специализирани творчески и педагогически програми в България, Русия, Германия, Полша, Румъния. Осъществява самостоятелни изложби в София, Пловдив, Пазарджик, Пещера, Велинград, Батак, Септември, както и в Япония – в градовете Сапоро и Тояма.
Бил е творчески секретар (1969-1986) и почетен член на Дружеството на пазарджишките художници. Член на Дружеството на пловдивските художници. Дългогодишен преподавател (1973-1999), доцент и ръководител на катедра „Изобразително изкуство“ в Пазарджишкия педагогически институт, днес филиал на Пловдивския университет „Паисий Хилендарски“.

## Признание и награди
Стоян Раканов е носител на редица награди за живопис от национални и регионални художествени прояви, сред които:
- I и II Национални младежки изложби (1960, 1966);
- „500 години град Пазарджик“ (1985);
- „30 години СБХ – Дружество Пазарджик (1989);
- Голямата награда на ХГ „Станислав Доспевски“, Пазарджик (1996);
- Награда на Министерство на Културата на Република България за картината „Посвещение“, участвала в Националната художествена изложба „Левски и времето“ в ХГ „Станислав Доспевски“ (2007).

Носител е на орден „Кирил и Методий“ I и III степен за принос в развитието на културата, изкуството, образованието и науката.
Негови творби са притежание на Националната художествена галерия; Министерство на културата; ХГ „Станислав Доспевски“, Пазарджик; много градски галерии в страната, културни домове, посолства, фондации, мемориален комплекс „Освиенцим“, Полша; Дом на руската култура в София, както и на голям брой частни колекции в страната и чужбина - Япония, Великобритания, САЩ, Русия, Италия, Испания, Франция, ЮАР, Гърция, Израел, Холандия, Германия, Канада, и др.

## Другите за художника
„Не са много тези, които познават Стоян Раканов в неговото развитие и движение. В академията се възхищавахме на искрената и деликатна живопис, на естественото изграждане на пространството на този добър и светъл човек, който беше тръгнал от Пещера, мина през Пазарджик и Пловдив, за да стигне до изложбената зала на Съюза на художниците с един невероятен свят, в който красивата живопис, изпълнена с вътрешна светлина, носи чистотата на наивитета и простотата на духовен разказ за това, което е било, за това, което е и което ще бъде. Нещо възрожденско има не само в поведението..., но преди всичко в онези послания, в които доброто и злото, грехът и падението, вечното и мимолетното по своеобразен начин се родеят с възрожденската мисия на старите зографи. Светъл и чист – светът на Стоян Раканов като че ли идва от някоя друга вселена, в която хората живеят по законите на истината и красотата.... и това прави още по-стойностно присъствието на всеки, който се е докоснал до това приказно и модерно изкуство“.

## Художника за своето изкуство
„Художникът е изследовател на нови светове, не винаги съвършени и привлекателни, или словесно обясними. Любувам се и рисувам онова, което виждам и чувствам, но и онова, което вече го няма или предстои да се появи. Творя по убеждения, извън модните увлечения като „летописец“ на региона и своето време. Затова предмет на моето изкуство – това е човекът в неговата борба за свобода, физическа и духовна хармония. Рисувам всичко, което е добро и лошо ... както в космоса, така и в обществото – има светлина, която ни огрява, има и здрач, който ни поглъща“.
„Голямото изкуство се създава в голямо време. Творческият ми път обхваща един период от повече от четиридесет години. Живях в свят на бурни исторически промени, на световни и локални конфликти, на духовен упадък и материална разруха, епоха на борби и широк фронт на патриотични и демократични сили, време на саможертва, на подем и възторг. Неспокойни ще останат мислите, мазките и цялото ми изкуство приело много постимпресионистични и експресионистични концепции на отреагиране на действителността. Нашето време, може да се характеризира като революционно, страстно воюващо време, и въпреки спекулациите с идеала търсеше подкрепата на честта и таланта на художника. Уверен съм, че непоклатимостта на вярата и чистотата на порива са патент на това време и с това завинаги ще се всели в паметта на годините“.
„В художествената си практика се стремя към сближаване, познаване и правдиво отразяване на социално-политическите и философско-нравствени проблеми. Доколкото позволяваха условията и дарованието ми се насочих да изобразявам сложните и противоречиви явления на своето време в движение и развитие, съобразно идейни позиции и чисто човешки пристрастия, обобщено в съвременни и исторически сюжети, теми и образи, артистично и емоционално – със съвременни изразни системи и съобразно своята чувствителност“.
„Моите картини са композиции. Те изискват много време, защото са многослоева живопис. Това, което съм създал е трайно премислено и трайно изпълнено.“
„Творя на три нива: импресии – плод на впечатленията, импровизации – плод на паметта и въображението, и композиции – доколкото мисълта и майсторството позволяват. Обикновено прилагам експресивно-импресионистичен език на изразяване на съдържанието на персонажа – чрез цвета, мазката и фактурата“.
„Стремя се към четлива композиция, прости и могъщи обеми на формите, пестеливост и мащабност, да съчетавам незабележими вальори с по-груби фактури от едри мазки, към дълбок и контрастен колорит. В едни картини отдавам предпочитание на динамиката, на бързия и плавен ритъм на линиите и петната, а в други картини давам предимство на масивните и монументални форми. Своите картини изграждам плоскостно-декоративно, а в други използвам обемно-конструктивни структури, постигнати от диагонални, вертикални и хоризонтални линии и форми. Стремя се да избегна натуралистичната обективност и повърхностната илюстративност, като не допусках творчески компромиси при създаването на своето социално, ангажирано изкуство. Да се върви по трудния, но единствено верен път, да се разгърнат пълновластно в картината красотата и морално-волевите качества на човешката личност в борбата, труда и бита е основна задача и проблем на творчеството“.
„Темите в моите картини се съчетават с индивидуалното виждане, художествената деформация, прилагане на символика от националната иконография и други обогатяващи картината условности в рамките на художествената мяра. Макар и пестеливо заимствам някои изразни възможности на сродни изобразителни изкуства – графика, скулптура и декоративно-монументални изкуства, за постигане на богатство от съжителство на разнородни принципи – алегорична, метафорична и символична образност, интуитивно-асоциативни и митическо-фолклорни елементи, гротеска, среща на строго пространствени системи с разновременни и разномащабни сюжети и образи-символи, на космически хаос и земен порядък, на аморфни и релефни скулптурни форми“.
„В изкуството настъпиха промени, които не мога да приема. Дава се предимство на формотворството, на един абстракционизъм ... в същото време от нашите картини изчезна животът, историята. Ще дойде време, когато хората нищо няма да знаят за нашия живот. Като гражданин и творец все по-често се тревожа за бъдещето: от комерсиализацията, от душевното и нравствено обедняване на масите. С изкуството си се боря за нравственото извисяване на нацията, като намирам опора във вечните теми от нашето славно минало. В картините си разкривам и по-универсални концепции за характера на българската историческа съдба. Отделните сюжетни решения последователно разкриват идеята за триединната сила: вяра – просвета – изкуство, на които се дължи оцеляването, духовното възраждане и политическо освобождение на българите“. 